# تپلک تاج‌سفید
تپلک تاج‌سفید (نام علمی: Scytalopus atratus) گونه‌ای پرنده از تیرهٔ تپلکان (Rhinocryptidae) است. این گونه در بولیوی، کلمبیا، اکوادور، پرو و ونزوئلا یافت می‌شود.